# Teuta

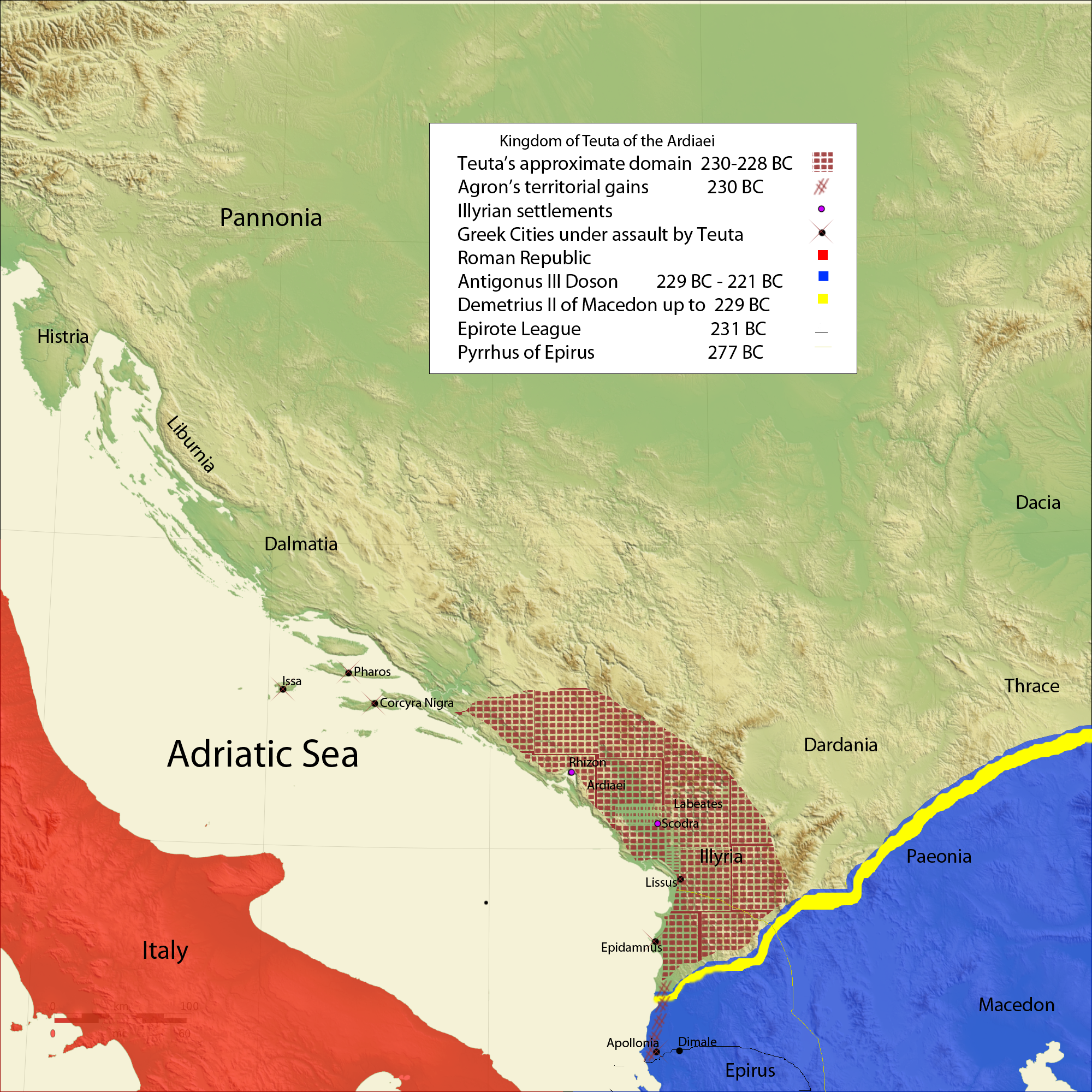
Teutas rike 230 f.Kr. – 228 f.Kr.

Teuta (eller Tefta) var en illyrisk drottning som regerade omkring 231–227 f.Kr.. Hon beskrivs ibland som "antikens piratdrottning", även om hon själv inte var pirat.

## Biografi
Teuta var gift med Agron, kung över den illyriska stammen Ardiaei mellan 250 och 231 f.Kr. Vid sin makes död blev hon regent som förmyndare för sin före detta styvson Pinnes, son till Agrons första maka Triteuta, med huvudsäte i Rhizon i dagens Montenegro. 
Teuta lanserade en aggressiv expansionspolitik där hon attackerade och erövrade fort i närliggande grannstater och understödde piratverksamhet i adriatiska havet. De illyriska piraterna blev snabbt ett svårt problem då de störde handeln mellan Italien och Grekland och vid ett tillfälle även överföll romerska skepp. 
Rom sände två ambassadörer som krävde att Teuta skulle agera mot piraterna. Hon svarade att piratverksamhet var en legitim del av illyrisk kultur och att det inte var hennes sak att ingripa mot den. Ambassadörerna sade då att de skulle se till att det blev hennes sak, och en av dem ska ha uttryckt sig så skymfande att hon gav order om att deras skepp skulle attackeras på tillbakavägen. I attacken dödades den ena ambassadören, och den andra fängslades.
Rom förklarade 229 f.Kr krig mot Teuta, vilket utlöste det första illyriska kriget. Teuta belägrades 227 f.Kr i sitt dåvarande huvudsäte Shkodra och tvingades slutligen kapitulera mot övermakten. Hon fick avstå nästan hela sitt rike utom området runt sin huvudstad Shkodra, lova att aldrig segla ut på havet söder om denna stad, erlägga en årlig tribut och erkänna Roms överhöghet. 
När hon en tid senare protesterade mot sin nya position, förlorade hon den makt hon hade kvar.
Teutas fortsatta liv är okänt. Enligt en berättelse från Risan ska hon ha tagit sitt liv genom att kasta sig från berget Orjen.